# 少年罪犯調查組
少年罪犯調查組（俗稱反飛組）於1963年1月1日成立，隸屬於香港警察隊，其主要責任為處理少年罪行。少年罪犯調查組以扶植少年更生為原則，如果少年疑犯並非干犯嚴重罪行，少年罪犯調查組就會調查其家庭等背景，將之警誡，不提訴訟，其後繼續跟進個案，與少年的家長聯絡，確保青年不再誤入歧途。對於干犯了比較嚴重的罪行的少年，則會轉予社會福利署懲教。

## 組織
由於少年罪犯調查組的警察力量及人力資源比較少，如有需要，例如在進行比較大型的行動時，油麻地警署警探隊亦會派員參與支援。

## 歷史

### 成立
為了專責探討以及處理涉及青少年的罪行，警察隊於1963年1月1日在少年問題最嚴重的九龍成立了少年罪犯調查組，總部設於油麻地警署九龍偵探總部，當時由兩名偵緝督察和3名員佐級人員組成，是當時警察隊部門中人數最少的部門。首任偵緝主任為兩名督察中的利奧，兩名督察分別負責管理及行政，調查事務則由3名員佐級人員負責。上述3名員佐級人員中，包括時任刑事偵緝高級警目韓森，其餘兩名分別為曾超節和汪志強。前者於1950年加入警察隊，多次獲得警務處處長、法官及裁判司嘉獎，從少年罪犯調查組返回刑事偵緝處後，獲晉升為刑事偵緝警目、刑事偵緝高級警目目至後來的（於1973年8月）警署警長，駐守於尖沙咀警署；後者於1950年代加入警察隊，於駐守少年罪犯調查組前，駐守於油麻地警署，返回刑事偵緝處後，駐守於旺角警署。於1973年獲晉升為（駐守於銅鑼灣）警署警長，於1975年駐守於灣仔警署。
少年罪犯調查組成立後數日（1963年1月7日），即偵破了一宗案件，拘捕了一名涉嫌傷人及涉及3宗汽車爆竊案件的17歲男性疑犯。同年6月月初，刑事偵緝處處長施九如向香港傳媒表示，少年罪犯調查組於首3個月即掃蕩了逾380名不良少年，其中只有4人因為再度犯案，而被判處進入感化院。被拘捕的少年罪犯年齡界乎8至20歲，其中13歲以下的佔大份，教育程度平均在小學3至4年級，多數來自私立小學。少年罪犯調查組成立後，橫行於旺角及油麻地的少年罪犯隨即消聲匿跡，有15家小型舞廳隨之倒閉。

### 成效佳，其他區仿傚
1963年8月，香港區的少年罪犯調查組成立。由於上述兩組有所成效，於翌年7月3日，九龍區旺角警署的少年罪犯調查組亦告成立，人員包括刑事偵緝警目曾華、刑事偵緝警員吳漢祚、楊伯禧及女性刑事偵緝警員黃玉貞；8月1日，新界區的少年罪犯調查組成立，隸屬新界警察總部，由刑事偵緝高級警目龍漪和邱家炳指揮，屬下刑事偵緝警員楊生、蔡柏蔭、伍炳湘和黃偉強等。1965年10月，港九新界少年罪犯調查組總部成立，警察隊高層委派了高級警官黎劍虹為其總主任。

## 軼事
被少年罪犯調查組送往懲教的少年當中，約有40%改過自新，有60%並無改過，其中一半有所收歛，另外一半則轉移至另外一區活動。

## 以少年罪犯調查組為題材的作品
- 《藍江傳之反飛組風雲》

## 外部連結
- 反飛組風雲[]
- 反飛組之再探[]